# National Basketball Association
National Basketball Association (N.B.A.) este liga de baschet care își desfășoară activitatea în Statele Unite ale Americii și Canada.
Din această ligă fac parte 30 de echipe dintre care 29 din Statele Unite și una din Canada și este membru activ al USA Basketball (federația americană de baschet), recunoscută de FIBA ca entitatea națională care se ocupă de baschetul din Statele Unite. 
Liga a fost fondată la 6 iunie 1946 în New York ca Asociația de Baschet a Americii. Liga a adoptat numele de Asociația Națională de Baschet (NBA) la 3 august 1949, după unificarea cu Liga Națională de Baschet (NBL).

## Creare și fuziune
Asociația de Baschet a Americii (ABA) a fost fondată în 1946 de proprietarii arenelor mari de hochei pe gheață din partea de Nord-Vest și din Vestul Mijlociu al Statelor Unite și Canada. Pe 1 noiembrie 1946, la Toronto, Ontario, Canada echipa Toronto Huskies a găzduit pe cei de la New York Knickerbockers la Maple Leaf Gardens, într-un meci pe care NBA îl privește ca fiind primul său meci din istorie. Primul coș a fost marcat de Ossie Schectman de la Knicks. Deși au mai existat încercări de formare ale unor ligi profesioniste, incluzând și Liga Americană de Baschet (LAB) și NBL, ABA a fost prima ligă ce a încercat să își desfășoare meciurile în marile arene din orașele importante. În primii ani, calitatea jocului în ABA nu a fost semnificativ mai bună decât celelalte ligi competitoare sau printre cluburile independente precum Harlem Globetrotters. De exemplu, finalista LAB din 1948, Baltimore Bullets s-a mutat în ABA și a câștigat titlul în 1948, iar campioana NBL Minneapolis Lakers a câștigat titlul ABA în 1949. Înainte de sezonul 1948-49, echipele NBL din Fort Wayne, Indianapolis, Minneapolis și Rochester a trecut la ABA, astfel că această ligă a devenit liga unde jucătorii din colegii trebuiau să ajungă pentru a deveni profesioniști.
După sezonul 1948-1949, ABA a luat și restul NBL: Syracuse, Anderson, Tri-Cities, Sheboygan, Denver și Waterloo. Din respect pentru fuziunea și pentru a evita posibilele complicații juridice, numele a fost schimbat din ABA în Asociația Națională de Baschet (NBA), deși avea același organism de conducere. Noua Liga avea șaptesprezece francize situate într-un amestec de orașe mari și mici, [7], precum și arene mari și în săli mici. În 1950, NBA decide să se consolideze si să rămână la unsprezece francize, un proces care a continuat până în 1953-1954, atunci când liga a ajuns la cel mai mic număr de francize, opt, toate făcând încă parte din ligă (New York Knicks, Boston Celtics, Golden State Warriors, Los Angeles Lakers, Sacramento Kings, Detroit Pistons, Atlanta Hawks, și Philadelphia 76ers).

## Structură
NBA este împărțită în două conferințe (est și vest), fiecare dintre ele având 3 divizii de câte 5 echipe grupate geografic.
O echipă joacă 82 de meciuri într-un sezon, iar la sfârșitul acestuia, cele mai bune 8 echipe din fiecare conferință joacă în turneul final (playoff) în sistem eliminatoriu. Câștigătoarea din est joacă cu cea din vest în "Marea Finală" după sistemul 4 jocuri din 7, adică prima echipă care câștigă 4 meciuri obține titlul de echipă campioană a anului respectiv.

## Finale jucate
Boston Celtics este cea mai titrată campioană din istorie, cu 18 trofee, urmată de Los Angeles Lakers, cu 17 trofee. Golden State Warriors se află pe locul trei, cu șapte titluri. 
| Echipa                                                 | Titluri | Finale pierdute | Total | Anii triumfurilor                                                                                          | Anii finalelor pierdute                                                                  |
| ------------------------------------------------------ | ------- | --------------- | ----- | --- | ---------------------------------------------------------------------------------------- |
| Boston Celtics                                         | 18      | 4               | 22    | 1957, 1959, 1960, 1961, 1962, 1963, 1964, 1965, 1966, 1968, 1969, 1974, 1976, 1981, 1984, 1986, 2008, 2024 | 1958, 1985, 1987, 2010                                                                   |
| Minneapolis/Los Angeles Lakers                         | 17      | 15              | 32    | 1949, 1950, 1952, 1953, 1954, 1972, 1980, 1982, 1985, 1987, 1988, 2000, 2001, 2002, 2009, 2010, 2020       | 1959, 1962, 1963, 1965, 1966, 1968, 1969, 1970, 1973, 1983, 1984, 1989, 1991, 2004, 2008 |
| Philadelphia/San Francisco/Golden State Warriors       | 7       | 5               | 12    | 1947, 1956, 1975, 2015, 2017, 2018, 2022                                                                   | 1948, 1964, 1967, 2016, 2019                                                             |
| Chicago Bulls                                          | 6       | 0               | 6     | 1991, 1992, 1993, 1996, 1997, 1998                                                                         | —                                                                                        |
| San Antonio Spurs                                      | 5       | 1               | 6     | 1999, 2003, 2005, 2007, 2014                                                                               | 2013                                                                                     |
| Syracuse Nationals/Philadelphia 76ers                  | 3       | 6               | 9     | 1955, 1967, 1983                                                                                           | 1950, 1954, 1977, 1980, 1982, 2001                                                       |
| Fort Wayne/Detroit Pistons                             | 3       | 4               | 7     | 1989, 1990, 2004                                                                                           | 1955, 1956, 1988, 2005                                                                   |
| Miami Heat                                             | 3       | 4               | 7     | 2006, 2012, 2013                                                                                           | 2011, 2014, 2020, 2023                                                                   |
| New York Knicks                                        | 2       | 6               | 8     | 1970, 1973                                                                                                 | 1951, 1952, 1953, 1972, 1994, 1999                                                       |
| Houston Rockets                                        | 2       | 2               | 4     | 1994, 1995                                                                                                 | 1981, 1986                                                                               |
| Milwaukee Bucks                                        | 2       | 1               | 3     | 1971, 2021                                                                                                 | 1974                                                                                     |
| Cleveland Cavaliers                                    | 1       | 4               | 5     | 2016 | 2007, 2015, 2017, 2018                                                                   |
| St. Louis/Atlanta Hawks                                | 1       | 3               | 4     | 1958 | 1957, 1960, 1961                                                                         |
| Baltimore/Washington Bullets (acum Washington Wizards) | 1       | 3               | 4     | 1978 | 1971, 1975, 1979                                                                         |
| Seattle SuperSonics/Oklahoma City Thunder              | 2       | 3               | 5     | 1979, 2025                                                                                                 | 1978, 1996, 2012                                                                         |
| Portland Trail Blazers                                 | 1       | 2               | 3     | 1977 | 1990, 1992                                                                               |
| Dallas Mavericks                                       | 1       | 2               | 3     | 2011 | 2006, 2024                                                                               |
| Baltimore Bullets (original) (desființată în 1954)     | 1       | 0               | 1     | 1948 | —                                                                                        |
| Rochester Royals (acum Sacramento Kings)               | 1       | 0               | 1     | 1951 | —                                                                                        |
| Toronto Raptors                                        | 1       | 0               | 1     | 2019 | —                                                                                        |
| Denver Nuggets                                         | 1       | 0               | 1     | 2023 | —                                                                                        |
| Phoenix Suns                                           | 0       | 3               | 3     | — | 1976, 1993, 2021                                                                         |
| Utah Jazz (fosta New Orleans Jazz)                     | 0       | 2               | 2     | — | 1997, 1998                                                                               |
| New Jersey Nets (acum Brooklyn Nets)                   | 0       | 2               | 2     | — | 2002, 2003                                                                               |
| Orlando Magic                                          | 0       | 2               | 2     | — | 1995, 2009                                                                               |
| Chicago Stags (desființată în 1950)                    | 0       | 1               | 1     | — | 1947                                                                                     |
| Washington Capitols (desființată în 1951)              | 0       | 1               | 1     | — | 1949                                                                                     |
| Indiana Pacers                                         | 0       | 2               | 2     | — | 2000, 2025                                                                               |